# Como en Santiago
Como en Santiago (también conocida como Como en Santiago: comedia de costumbres en tres actos) es una obra teatral del autor chileno Daniel Barros Grez (1834-1904), escrita en 1875, e impresa por primera vez en la Imprenta Gutenberg, Calle de Jofré 42, Santiago de Chile en 1881. Es una comedia de costumbres en tres actos, donde se refleja la sociedad chilena y las costumbres típicas de la vida cotidiana, el comportamiento de las distintas clases sociales, las diferencias entre la ciudad y las zonas provinciales, la centralización de la capital de Chile, y cómo las demás provincias chilenas intentan parecerse a Santiago. Todo gira en torno al arribismo al que puede llegar la clase media de provincias, representada por la familia de Don Victoriano.

## Personajes
- Don Victoriano, padre de Dorotea y esposo de doña Ruperta.
- Doña Ruperta, madre de Dorotea y esposa de don Victoriano.
- Dorotea, prometida de Silverio e hija de Don Victoriano y Doña Ruperta.
- Don Manuel, padre de Silverio y tío de Dorotea.
- Silverio, hijo de don Manuel.
- Inés, prima de Dorotea y sobrina de don Victoriano.
- Faustino, amante de Dorotea y el santiaguino.
- Un Escribano.
- Un Receptor.
- Bruno, padre de don Victoriano.